# Mauricio Sabillón
Mauricio Alberto Sabillón Peña (Quimistán, 1978. november 11. –) hondurasi válogatott labdarúgó.

## Fordítás
- Ez a szócikk részben vagy egészben  a   Mauricio Sabillón) című angol Wikipédia-szócikk fordításán alapul.  Az eredeti cikk szerkesztőit annak laptörténete sorolja fel. Ez a jelzés csupán a megfogalmazás eredetét és a szerzői jogokat jelzi, nem szolgál a cikkben szereplő információk forrásmegjelöléseként.